# رستوران کودو
رستوران کودو (انگلیسی: Kudu) شرکت رستوران‌های زنجیره‌ای عربستانی است، که در سال ۱۹۸۸ تأسیس شد و هم‌اکنون مالک شبکه‌ای از ۳۱۶ شعبه در کشورهای عربی خلیج فارس، عربستان سعودی و بحرین می‌باشد.